# Emilio Pericoli
Emilio Pericoli, né à Cesenatico le 7 janvier 1928 et mort à Savignano sul Rubicone le 9 avril 2013, est un acteur et chanteur italien.

## Biographie
Emilio Pericoli est né à Cesenatico le 7 janvier 1928. Son succès est étroitement lié au festival de Sanremo. Il a enregistré une version de la chanson Al di là, gagnante du festival et interprétée par Betty Curtis. Cette chanson figure sur la bande sonore du film Amours à l'italienne. Elle est un succès international aux États-Unis et au Royaume-Uni. Elle s'est vendue à plus d'un million d'exemplaires et a reçu un disque d'or.
En 1962, Emilio Pericoli participe au Festival de Sanremo en collaboration avec Tony Renis, chantant Quando, quando, quando qui figure sur la bande sonore du film Le Fanfaron.
En 1963, Pericoli retourne à San Remo de nouveau avec Tony Renis avec la chanson  Uno per tutte. Il remporte le festival et gagne une place pour participer au Concours Eurovision de la Chanson, où il se classe troisième.
Emilio Pericoli, qui habitait à Gambettola, est mort dans un hospice à Savignano sul Rubicone le 9 avril 2013.

## Filmographie partielle
- 1955 : Motivo in maschera
- 1956 : Amaramente
- 1957 : La canzone più bella
- 1962 : 
  - Amours à l'italienne : le chanteur (non crédité)
  - Le Jour le plus court  (Il giorno più corto) de Sergio Corbucci
- 1964 : La gitana y el charro